# Morțești
Morțești – wieś w Rumunii, w okręgu Kluż, w gminie Ceanu Mare. W 2011 roku liczyła 5 mieszkańców.